# Tía tui là cao thủ
Tía tui là cao thủ là một bộ phim điện ảnh Việt Nam thuộc thể loại hài – hành động – võ thuật công chiếu năm 2016 do Trần Ngọc Giàu và Nguyễn Thành Nam làm đạo diễn, với phần kịch bản do Ngô Thế Đàm chắp bút. Với sự tham gia diễn xuất của các diễn viên chính gồm Hoài Linh, Việt Hương, Khả Như, Ái Phương, Ngô Kiến Huy, Hoài Lâm, Tấn Beo và Cát Tường, phim theo chân ông Tư Nho – một vị thầy thuốc có kỹ năng võ thuật siêu đẳng phải tức tốc sang thành phố Hồ Chí Minh để giải cứu người vợ và những đứa con của mình thoát khỏi cạm bẫy trước dinh thự của bà Liên – người yêu cũ của ông.
Bộ phim có buổi ra mắt tại các cụm rạp trên toàn quốc vào ngày 29 tháng 1 năm 2016, và nhận về những lời nhận xét trái chiều từ giới chuyên môn. Mặc dù vậy, bộ phim là một thành công về mặt doanh thu khi thu về 50 tỷ VND từ kinh phí sản xuất 10 tỷ VND. Sau thành công này, một phiên bản truyền hình dài ba tập của bộ phim đã được công chiếu với thời lượng 45 phút mỗi tập.

## Nội dung
Ông Tư Nho và bà Nhã là một cặp vợ chồng sống yên ấm cùng bốn người con gồm Trúc, Sương, Vũ và Dũng ở một làng quê miền Tây Nam Bộ. Là một cao thủ võ thuật với kỹ năng siêu đẳng, song ông Tư Nho lại có một lối sống rất giản dị, hằng ngày ông chuyên châm cứu và chữa bệnh miễn phí cho người nghèo, vì thế ông được người dân trong xóm yêu mến và kính trọng. Các con của ông hằng ngày được dạy và luyện võ, họ thường ra tay giúp đỡ và bênh vực những người yếu.
Một ngày nọ, cuộc sống gia đình của ông Tư Nho bất ngờ bị xáo trộn khi có được số tiền lớn từ việc bán đất. Sau một hồi cãi vã, bọn họ quyết định đi đến thành phố Hồ Chí Minh để lập nghiệp, nhưng vì những sự cố phút cuối đã khiến cho cả gia đình bị chia tách làm hai và mất liên lạc với nhau. Trong khi ông Tư Nho và Dũng ở lại chữa bệnh cho người nghèo và cùng nhau luyện võ, thì bà Nhã và ba người con còn lại bị mắc kẹt ở thành phố, và họ may mắn gặp được ông Bá – một trùm giang hồ khét tiếng và là cánh tay đắc lực của bà Liên, một thương gia giàu có vừa trở về từ Mỹ. Dưới sự giúp đỡ của ông Bá, bà Nhã và ba người con của mình chuyển đến dinh thự của bà Liên để sinh sống. Từ đó, họ có một cuộc sống yên vui và hạnh phúc trong giàu sang.
Sáng hôm sau, khi đã đến ngày thanh toán cho việc sống ở dinh thự, bà Nhã và ba người con do không có tiền nên họ đều bị bắt nhốt trong phòng tối. Vũ nhanh chóng nhìn thấy chiếc điện thoại và gọi điện yêu cầu ông Tư Nho đến giải cứu họ, thế là ông và Dũng đều nhanh chóng đi đến dinh thự của bà Liên để giải cứu. Dũng lẻn vào phòng tối và giải cứu các anh chị của mình, còn ông Tư Nho vào trong sảnh và đối mặt với bà Liên. Cả hai đều có những màn tranh đấu rất quyết liệt và bà Liên đã thắng ông Tư Nho một nhịp. Nhưng khi vô tình lấy được chiếc vải thêu hoa sen – thứ mà ông Tư Nho bao lâu nay vẫn gìn giữ, bà Liên mới nhận ra rằng bà là người yêu cũ khi xưa của ông Tư Nho; bởi nhiều năm trước, ông Tư Nho và bà Liên đều luyện võ và nảy sinh tình cảm với nhau từ khi còn rất trẻ, nhưng sau này bà Liên đã rời xa ông. Sau những phút trải lòng, dù không còn ở bên nhau như trước, nhưng cả hai vẫn giữ liên lạc với nhau.
Bên phía đối diện, bà Nhã tự mình giải cứu, và cả gia đình ông Tư Nho cùng với bà Liên đều hợp sức đánh bại những kẻ xấu gian ác. Lúc này, ông Bá mới trở mặt, và bà Liên mới nhận ra rằng hắn đã lợi dụng sự tin tưởng của gia đình ông Tư Nho cũng như chính bà để thực hiện một phi vụ phạm pháp. Ngay khi ông Bá chuẩn bị cầm súng bắn chết họ, thì Dũng đã nhanh chóng phi kim châm trúng vào cổ của hắn, làm cho hắn rơi vào trạng thái ngủ vĩnh viễn. Dũng cuối cùng cũng đã được công nhận tài năng bằng sự nhanh trí của mình, và cả gia đình đều ôm chầm lấy nhau đầy hạnh phúc. Nhiều ngày sau, bà Liên quay về Mỹ để sinh sống, còn gia đình ông Tư Nho đều trở về với cuộc sống hạnh phúc như xưa ở làng quê.

## Diễn viên
- Hoài Linh trong vai ông Tư Nho, một thầy thuốc có kỹ năng võ thuật siêu đẳng được nhân dân trong làng quê yêu mến, kính trọng. Ông là chồng của bà Nhã và là người yêu cũ của bà Liên.
- Việt Hương trong vai bà Nhã, vợ của ông Tư Nho.
- Khả Như trong vai Trúc, người con cả của ông Tư Nho và bà Nhã.
- Ái Phương trong vai Sương, người con thứ hai của ông Tư Nho và bà Nhã.
- Ngô Kiến Huy trong vai Vũ, người con thứ ba của ông Tư Nho và bà Nhã.
- Hoài Lâm trong vai Dũng, người con út của ông Tư Nho và bà Nhã.
- Tấn Beo trong vai ông Bá, trùm giang hồ khét tiếng và là cộng sự của bà Liên.
- Cát Tường trong vai bà Liên, một thương gia giàu có và là người yêu cũ của ông Tư Nho.
  - Yu Dương trong vai bà Liên lúc trẻ.

Các diễn viên khác xuất hiện trong phim bao gồm Lê Khâm trong vai Gấu, Dũng nhí vào vai một trong những giang hồ ngoài đường, Thanh Phương vào vai một trong những đàn em của ông Bá và Thành Khôn trong vai hàng xóm ở làng quê.